# Zeebratta
Zeebratta é o álbum de estreia do músico britânico multi-instumentista Mike Score, vocalista da banda A Flock of Seagulls. Ele foi lançado para download digital em 1º de março de 2014 e foi lançado posteriormente em cópias físicas. Dois singles foram lançados do álbum, "All I Wanna Do" e "Somebody Like You".

## História
Por cerca de 30 anos, Score trabalhou nas canções para seu álbum solo. Ele havia engavetado suas composições que não faziam parte do estilo da banda, e tinha o suficiente para um álbum solo. O Score planejou originalmente lançar o álbum solo assim que os membros originais da banda saíram da mesma. Quando eles se foram, no entanto, A Flock of Seagulls ainda era muito famoso e requisitado para shows em grandes festivais, então o Score contratou músicos para uma nova formação. Esta nova formação gravou o álbum de 1995 intitulado The Light at the End of the World, que só foi lançado nos Estados Unidos. Mesmo assim, a banda ainda era popular entre os fãs, então Score continuou a turnê com a banda ao redor do mundo, deixando pouco tempo para gravações.
No final dos anos 2000, Score ganhou mais tempo para trabalhar no álbum e trabalhou vigorosamente. Em fevereiro de 2013, ele lançou o single "All I Wanna Do" (originalmente gravado em meados dos anos 2000 para a compilação Trackspotting V) com um videoclipe para acompanhá-lo. Também houve um anúncio feito informando que seu álbum seria lançado em breve. A data de lançamento foi adiada, entretanto, quando a van de Score foi roubada em julho de 2013. A van continha equipamentos e roupas, bem como os discos rígidos que armazenavam as faixas do álbum do Score. Felizmente, Score conseguiu trabalhar com arquivos de música de sua casa na Flórida e os usou em seu álbum.
Em janeiro de 2014, o Score lançou um segundo single intitulado "Somebody Like You". Em 29 de janeiro, ele revelou que o álbum seria lançado em 1º de março daquele ano. O site de Score e a conta do Twitter tornaram-no oficial em 20 de fevereiro. Zeebratta foi lançado oficialmente em 1 de março de 2014 (foi lançado no iTunes em 3 de março devido a um erro técnico).

## Lista de faixas
Todas as faixas escritas e compostas por Mike Score. 
| N.º | Título                     | Duração |  |
| 1.  | "All I Wanna Do"           | 5:02    |  |
| 2.  | "Somebody Like You"        | 5:01    |  |
| 3.  | "Angel"                    | 5:11    |  |
| 4.  | "Xtacy"                    | 4:44    |  |
| 5.  | "The Girl with Black Eyes" | 3:40    |  |
| 6.  | "Poor Boy"                 | 4:37    |  |
| 7.  | "Take Your Time"           | 4:40    |  |
| 8.  | "I Call Your Name Out"     | 5:32    |  |
| 9.  | "Catsong"                  | 2:44    |  |
| 10. | "Home"                     | 5:01    |  |
| 11. | "Love In"                  | 4:28    |  |
| 12. | "Money"                    | 5:00    |  |
| 13. | "Valentine"                | 4:55    |  |
| 14. | "Wasteland"                | 4:00    |  |